# Nanteau-sur-Essonne
Nanteau-sur-Essonne település Franciaországban, Seine-et-Marne megyében. Lakosainak száma 410 fő (2022. január 1.). Nanteau-sur-Essonne Buno-Bonnevaux, Le Malesherbois, Boissy-aux-Cailles, Buthiers, Tousson és Boigneville községekkel határos.

## Népesség
A település népességének változása:
| Lakosok száma | 449  | 443  | 447  | 435  | 431  | 429  | 419  | 407  | 410  |
|               | 2013 | 2015 | 2016 | 2017 | 2018 | 2019 | 2020 | 2021 | 2022 |